# Nawal Al Zoghbi
Nawal Al Zoghbi (do Árabe: نوال الزغبي‎, Biblos, Líbano em 29 de junho em 1971) é uma cantora libanesa. Executando em árabe que ela tem uma sólida base de fãs em todo o mundo árabe e estendendo-se para o Irã e América do Norte e Europa. Sua carreira musical se estende por mais de 20 anos. Zoghbi acredita que seu sucesso é devido à emoção verdadeira que ela oferece através de sua voz. Ela é citado como dizendo "se uma voz é grande ou pequena, se ela não tem emoção que nunca vai ter sucesso".

## Discografia

### Álbuns
- Wehyati Andak (1992)
- Ayza El Radd (1994)
- Balaee Fi Zamany (1995)
- Jadid (Álbum Compilação) (1996)
- Habeit Ya Leil (1997)
- Mandam Aleik (1998)
- Maloum (1999)
- El Layali (2000)
- Tool Omri (2001)
- Elli Tmaneito (2002)
- Eineik Kaddabeen (2004)
- Yama Alou (2006)
- Khalas Sameht (2008)
- Ma'rafsh Leh (2011)

### Videos musicais
Nawal Al Zoghbi é o Revolucionista Music Video no Oriente Médio (Mundo árabe). Ela foi o primeiro artista da região a fazer vídeos musicais. Todos os vídeos Nawals tinha que ser completa começo com um tema, olhar (cabelo, maquiagem, roupas etc) e com o filme mais alta qualidade com o equipamento da época.

| Year | Title            | Album            | Language/Dialect |
| 1990 | Jayi Jayshak     |                  | Lebanese Arabic  |
| 1994 | Ayza El Radd     | Ayza El Radd     | Egyptian Arabic  |
| 1995 | Balaee Fi Zamany | Balaee Fi Zamany | Egyptian Arabic  |
| 1995 | Wala Bihemini    | Balaee Fi Zamany | Egyptian Arabic  |
| 1996 | Meen Habibi Ana  |                  | Lebanese Arabic  |
| 1997 | Habeit Ya Leil   | Habeit Ya Leil   | Egyptian Arabic  |
| 1997 | Noss El Alb      | Habeit Ya Leil   | Lebanese Arabic  |
| 1997 | Gharib Al Raai   | Habeit Ya Leil   | Khaleeji Arabic  |
| 1998 | Mandam Aleik     | Mandam Aleik     | Lebanese Arabic  |
| 1998 | Galbi Daq        | Mandam Aleik     | Lebanese Arabic  |
| 1998 | Ala Bali         | Mandam Aleik     | Lebanese Arabic  |
| 1999 | Dalouna          | Maloum           | Lebanese Arabic  |
| 1999 | Maloum           | Maloum           | Lebanese Arabic  |
| 1999 | Tia              | Maloum           | Lebanese Arabic  |
| 2000 | El Layali        | El Layali        | Egyptian Arabic  |
| 2000 | Naseeni Leeh     | El Layali        | Egyptian Arabic  |
| 2001 | Tool Omri        | Tool Omri        | Egyptian Arabic  |
| 2001 | Haseb Nafsak     | Tool Omri        | Lebanese Arabic  |
| 2002 | Elli Tmaneito    | Elli Tmaneito    | Egyptian Arabic  |
| 2003 | Bilbaklak        | Elli Tmaneito    | Lebanese Arabic  |
| 2004 | Bieinak          | Eineik Kaddabeen | Egyptian Arabic  |
| 2004 | Eineik Kaddabeen | Eineik Kaddabeen | Egyptian Arabic  |
| 2005 | Rouhi Ya Rouhi   | Yama Alou        | Egyptian Arabic  |
| 2006 | Shou Akhbarak    | Yama Alou        | Lebanese Arabic  |
| 2006 | Yama Alou        | Yama Alou        | Egyptian Arabic  |
| 2006 | Adi              | Yama Alou        | Khaleeji Arabic  |
| 2007 | Aghla el Habayib | Yama Alou        | Lebanese Arabic  |
| 2008 | Albi Isa'lo      | Khalas Sameht    | Lebanese Arabic  |
| 2008 | Leih Moushtalak  | Khalas Sameht    | Egyptian Arabic  |
| 2009 | Mona Ainah       | Ma'rafsh Leh     | Khaleeji Arabic  |
| 2011 | Alf We Miyi      | Ma'rafsh Leh     | Lebanese Arabic  |
| 2011 | Ma'rafsh Leh     | Ma'rafsh Leh     | Egyptian Arabic  |